# Argoeuves
Argoeuves är en kommun i departementet Somme i regionen Hauts-de-France i norra Frankrike. Kommunen ligger i kantonen Amiens 2e (Nord-Ouest) som tillhör arrondissementet Amiens. År 2022 hade Argoeuves 562 invånare.

## Befolkningsutveckling
Antalet invånare i kommunen Argoeuves
| Referens: INSEE |